# Rybníky (kraj środkowoczeski)
Rybníky – wieś i gmina w Czechach, w powiecie Przybram, w kraju środkowoczeskim. Według danych z dnia 1 stycznia 2013 liczyła 377 mieszkańców.